# Фактор некрозу пухлини
TNF (англ. Tumor necrosis factor) — білок, який кодується однойменним геном, розташованим у людей на короткому плечі 6-ї хромосоми. Довжина поліпептидного ланцюга білка становить 233 амінокислоти, а молекулярна маса — 25 644.
| 10         |  | 20         |  | 30         |  | 40         |  | 50         |
| ---------- |  | ---------- |  | ---------- |  | ---------- |  | ---------- |
| MSTESMIRDV |  | ELAEEALPKK |  | TGGPQGSRRC |  | LFLSLFSFLI |  | VAGATTLFCL |
| LHFGVIGPQR |  | EEFPRDLSLI |  | SPLAQAVRSS |  | SRTPSDKPVA |  | HVVANPQAEG |
| QLQWLNRRAN |  | ALLANGVELR |  | DNQLVVPSEG |  | LYLIYSQVLF |  | KGQGCPSTHV |
| LLTHTISRIA |  | VSYQTKVNLL |  | SAIKSPCQRE |  | TPEGAEAKPW |  | YEPIYLGGVF |
| QLEKGDRLSA |  | EINRPDYLDF |  | AESGQVYFGI |  | IAL        |  |            |

A: Аланін

C: Цистеїн

D: Аспарагінова кислота

E: Глутамінова кислота

F: Фенілаланін

G: Гліцин

H: Гістидин

I: Ізолейцин

K: Лізин

L: Лейцин

M: Метіонін

N: Аспарагін

P: Пролін

Q: Глутамін

R: Аргінін

S: Серин

T: Треонін

V: Валін

W: Триптофан

Кодований геном білок за функціями належить до клітинних сигнальних білків (цитокінів, фосфопротеїнів), бере участь у процесах системного запалення, є одним з цитокінів, які формують реакцію гострої фази. Фактор некрозу пухлин виробляється переважно активованими макрофагами, меншою мірою його синтезують інші типи клітин (CD4±лімфоцити, NK-клітини, нейтрофіли, опасисті клітини, еозинофіли та нейтрофіли. Локалізований у клітинній мембрані.

## Фізіологія
Основна роль ФНП полягає в регуляції взаємодії імунних клітин. ФНП є ендогенним пірогеном (спричинює гарячку), запускає процес клітинного апоптозу, спричинює кахексію, запалення та пригнічення росту пухлини і реплікацію вірусів, при сепсисі регулює продукцію прозапальних інтерлейкінів IL1 та IL6. Порушення регуляції продукції ФНП спостерігається при різних захворювань, зокрема при хворобі Альцгеймера, злоякісних новоутвореннях, великій депресії, псоріазі, запальних захворюваннях кишки.

## Фармакологія
ФНП стимулює запальні реакції, що, своєю чергою, зумовлюєає багато клінічних проблем, пов'язаних з аутоімунними розладами. Зокрема, підвищення синтезу ФНП супроводжує ревматоїдний артрит, анкілозуючий спондиліт (хвороба Бехтерєва), запальні захворювання кишки (хвороба Крона, неспецифічний виразковий коліт), псоріаз, бронхіальну астму. У деяких випадках лікування, спрямоване на інгібування ФНП, дозволяє досягти клінічного ефекту. Гальмування ФНП може бути досягнуто за допомогою моноклональних антитіл, які безпосередньо зв'язуються з ФНП: інфліксимаб (Remicade), адалімумаб (лат. Humira), цертолізумаб-пегол (Cimzia). Іншим шляхом зниження активності ФНП є введення до організму штучного циркулюючого білка-рецептора, який зв'язує ФНП з більшою афінністю, ніж рецептор на клітинній мембрані. Препаратом такої дії є етанерцепт (Enbrel).
Анти-ФНП-терапія показала скромну ефективність при онкопатології. Лікування нирково-клітинної карциноми з інфліксимабом призвело до тривалої стабілізації хвороби лише у деяких пацієнтів. Етанерцепт був протестований для лікування хворих на рак молочної залози та раку яєчників і спричинив більш тривалу стабілізацію захворювання у деяких пацієнток шляхом зниження експресії IL-6 та CCL2. З іншого боку, додавання інфліксимабу або етанерцепту до гемцитабіну для лікування пацієнтів із запущеним раком підшлункової залози не підвищило ефективності лікування порівняно з плацебо.
Талідомід (Immunoprin) та його похідні леналідомід (Ревлімід) і помалідомід (Pomalyst, Imnovid) також активні проти ФНП. Іншими прикладами простих препаратів, що мають супресивний ефект щодо ФНП, є пентоксифілін і бупропіон.

Рекомбінантний ФНП використовується як імуностимулятор під INN тасонермін.